# 赫利夫恰尼
50°18′29″N 23°55′32″E / 50.30806°N 23.92556°E
赫利夫恰尼（烏克蘭語：Хлівчани），是烏克蘭西部的村莊，隸屬利維夫州的舍普季茨基區。該村始建於1549年，面積7.65平方公里，海拔高度205米，人口1,867，人口密度每平方公里257.64人。